# Угърски народи
Угърските народи (или угри) са група етноси, говорещи на угърски езици, част от угро-финските народи.
Съвременните угърски народи са унгарците в Централна Европа и два малки народа в Западен Сибир - ханти и манси, като общият им брой е около 14 милиона души. В началото на I хилядолетие пр.н.е. угрите населяват обширни области в степния и лесостепния пояс, на границата между Европа и Азия.